# Carl Godeffroy
Carl Godeffroy (* 14. Juni 1787 in Hamburg; † 27. August 1848 in Berlin) war ein hanseatischer Diplomat.

## Leben
Carl Godeffroy war ein Sohn von Peter Godeffroy und Catharina, geb. Thornton. Als Kind war er mit dem gleichaltrigen späteren Philosophen Arthur Schopenhauer befreundet. Er studierte in Edinburgh u. a. bei Dugald Stewart. Am 26. Juli 1822 wurde Carl Godeffroy Hamburger Bürger. Am 2. Dezember 1822 wurde Godeffroy als Nachfolger von Karl Sieveking zum Ministerresident für die Hansestädte Hamburg, Lübeck und Bremen am russischen Hof in St. Petersburg ernannt. Am 3. August 1823 übergab Godeffroy dem russischen Zaren Alexander I. sein Beglaubigungsschreiben. Von 1832 bis 1840 privatisierte er, von 1840 bis zu seinem Tode diente er als Ministerresident für Hamburg am preußischen Hof in Berlin. Carl Godeffroy besaß ein Palais in der Wilhelmstraße 59, wohnte aber Leipziger Platz 16–17.
Carl Godeffroy war verheiratet mit der fast 19 Jahre jüngeren Marianne Jenisch, Tochter des Kaufmanns und Senators Martin Johann Jenisch. Aus der Ehe stammten die Söhne Carl Peter und Wilhelm, der zum Dr. jur. promoviert und 1901 in den erblichen preußischen Adelsstand erhoben wurde.
1842 wurde Carl Godeffroy Besitzer von Gut Lehmkuhlen. Ihm wurde der Rote Adlerorden II. Klasse verliehen. Carl Godeffroy verstarb am 27. August 1848 in Berlin. Sein Leichnam wurde am 1. September nach Hamburg überführt und dort beigesetzt.

## Schriften
- Betrachtungen über die Umgestaltung des jetzigen Ostseehandels zu Gunsten des allgemeinen Verkehrs und im Interesse sämmtlicher Ostsee-Staaten. In Carl Wilhelm Asher (Hg.): Hamburgische Monatsschrift für Politik und Handel 1834. Jul., S. 1 bis 49. Veröffentlichung u. a. Augsburger Allgemeine Zeitung, S. 134, № 34 vom 27. Januar 1835. Digitalisat
- Über Helgolands Geographie. in: Karl Cäsar von Leonhard, Heinrich Georg Bronn (Hrsg.): Neues Jahrbuch für Mineralogie, Geognosie, Geologie und Petrefaktenkunde. Schweizerbart, Stuttgart 1835, H. 4, S. 412 ff. Digitalisat
- Theorie der Armuth oder der Minderbegüterung.[16] Ein Beitrag zur Lehre von der Gütervertheilung. Zweite Auflage. Hamburg, Perthes und Besser, 1836, Digitalisat.
- Briefwechsel. Genf, 26. Dezemb. 1838 In: Neues Jahrbuch für Mineralogie, Geognosie, Geologie und Petrefaktenkunde. Schweizerbart, Stuttgart 1839, H. 4, S. 177 ff. Digitalisat
- Notices sur les glaciers, les moraines et les blocs erratiques des Alpes, avec une table analytique. Paris et Geneve 1840. Digitalisat

## Darstellungen
- Christian Daniel Rauch, Büste Charles Godeffroy, unbekleidet, auf profiliertem Sockelfuß, Gips, überstrichen, H. 45 cm.[17]